# 장곡초등학교 오서분교
장곡초등학교 오서분교는 대한민국 충청남도 홍성군에 있었던 공립 초등학교이다.

## 연혁
- 1966년 10월 10일 장곡국민학교 오서분교장 개교
- 1967년 3월 1일 장곡국민학교 오서분교장 설립인가
- 1968년 3월 1일 오서국민학교로 승격 인가(7학급 편성)
- 1996년 3월 1일 오서초등학교로 교명 개칭
- 1999년 9월 1일 장곡초등학교 분교장 2개교 편입(반계. 오서)
- 2015년 3월 1일 폐교